# Panã
Panã (em fon, àkpánón ) é um ritual da iniciação Queto que ocorre logo depois do Oruncó, Urupim na feitura de santo. Tem como objetivo principal fazer com que o noviço reaprenda as atividades do mundo profano e cotidiano, para que nada lhe seja prejudicial no futuro.

## Ritual
É um ritual complexo onde todos da comunidade participam: o iaô ainda desorientado devido ao longo período de transe e clausura, com os movimentos ainda trôpegos, recebe orientação do seu babalorixá ou ialorixá para executar as tarefas do dia a dia, tais como varrer, costurar, lavar, passar, sentar-se à mesa, cozinhar, etc. Tem a finalidade de fazer com que o noviço entenda que já é hora de voltar à sua vida normal, apesar de aproveitar mais um pequeno período do seu mundo sobrenatural. Em determinado momento a depender da atividade, principalmente quando lhe oferecem uma taça de bebida alcoólica o Iaô entra em transe, estabelecendo ai o euó, podendo ser temporário ou não.